# 折舊
折舊（英語：Depreciation）在會計學是指在一個期間使用的部分使其提列成資產的減少以表示使用的紀錄。例如房屋及建築就是其中一個須提列折舊的物品。但是土地不需提列折舊，因為土地的總供給數量通常是固定不變的。配比原则的一個例子就是固定資產的折舊，固定資產可以貢獻企業營運的經濟效益在一會計期間以上，即使如此，其效益也會隨著時間的經過而為企業營運所耗用，也就是為了創造企業的營業收入提供其服務效益，所以依據收入費用配合原則，固定資產的成本必須在其提供服務的會計期間逐期轉列為費用，作為相關營業收入的減項，以計算營業損益，這個有系統的將固定資產成本轉成費用的方式，稱為「折舊」。

## 分類
折舊的方法通常有2大類，一類稱為直線折舊（Straight-line depreciation），亦即每個會計期間划转相同金額的折舊費用；另一類稱為加速折舊（Declining/Reducing-balance depreciation），即在使用初期認列較高的折舊費用，在加速折舊法下，折舊費用將逐期减少。
在其IAS 16和ROC-GAAP分類下：IAS 16應於每會計年度重新檢視、ROC-GAAP則是當耐用年限估計或折舊方法不適當時，耐用年數、殘值與折舊方法才會予以檢討。

## 折舊的計算
計算折舊需要以下3項資資料：
1. 資產的成本
2. 資產的使用年限
3. 資產的殘值

- 資產的成本指的就是資產的原始購入成本。
- 使用年限可以分2種，一種是資產實體可以供使用的年數（Physical life），如電腦的使用年限可能達10年以上，這是機器在正常使用下因實體損耗或零組件衰竭影響的機器最大的服務年限，在正常的維護保養下資產實體使用年限可能因此增加。資產也有所謂的經濟使用年限（Economic life），這是指資產能夠維持有效率的運作年限。如電腦設備的實際有效的運轉年限一般在3-5年左右。隨著科技的進步，執行效率高且價格便宜的新機器或設備的產生往往是資產經濟年限縮短的主因，一般而言，折舊根據的使用年限以經濟年限為主。
- 殘值是指當預估年限屆滿，仍可出售的價值。資產使用的情形，科技的發展，公司對營運的未來預估都能影響使用年限與殘值的決定。